# Nocturnal Rites
Nocturnal Rites (с англ. — «Ночные обряды», звучит как «Накторнал Райтс») — шведская англоязычная группа, играющая музыку в стиле пауэр-метал.

## История
В 1990 году гитарист / вокалист Фредрик Маннберг образовал группу под названием Necronomic. Пройдя через многочисленные смены состава, нежелание музыкантов трудиться, Маннберг распускает группу. К концу 1990 года только два оставшихся члена (Фредрик и ударник Томми Эрикссон) реформировали группу, состоящую тогда из трех участников, с недавно присоединившимся басистом Нильсом Эрикссоном, под названием Nocturnal Rites.
В 1991 году группа сделала свою первую и до сих пор единственную официальную демозапись. Четыре трека вышли под названием «The Obscure». Она привлекла интерес независимого лейбла, но группа решила ждать чего-то лучшего. Во время написания материала, два трека промозаписи оказались далекими от Death Metal, с более мелодичным и гармоничным звучанием. Это новшество привлекло внимание звукозаписывающих компаний. Тем не менее, группа по-прежнему не готова была подписать контракт. Примерно в это же время барабанщик Томми Эрикссон покинул группу и был заменен Ульфом Андерссоном. Группа также добавила второго гитариста, Микаэля Сендерстрема.
До 1993 года группа продолжала писать материал и к этому времени их звучание стало приближаться к традиционному хэви-металу, под влиянием таких групп, как Iron Maiden и Judas Priest. Группа описывала это как продолжение курса, взятого в начале 1992 года.
К концу осени 1993 года Nocturnal Rites посчитали, что собран достаточно хороший материал для следующей записи. Но, сделав её, члены команды поняли, что вокал Фредрика не соответствует их обновленному звуку. И взялись за поиски нового, более «мелодичного» певца. Замена Маннбергу была найдена в лице Андерса Закриссона. Хотя записи 1993 года с новым вокалистом тогда не представили большого интереса для звукозаписывающих лейблов, тем не менее группа, чувствуя потенциальный успех, разослала материал в несколько компаний. Лента привлекла к себе внимание шведского лейбла Dark Age. Контракт был разработан и к концу 1994 года группа подписала его. После чего, Dark Age захотела уступить альбом более крупному лейблу. Им стал Megarock Records и, наконец, выпуск дебютного альбома «In A Time Of Blood And Fire» (1995) был начат. Он мог принести группе большой успех, но из-за проблем с распространением диска и его продвижением не принес тех результатов, которые могли быть.
При записи для последующего релиза гитарист Микаэл Седерстрем решил покинуть группу и был заменен Нильсом Норбергом. В конце 1997 года второй диск группы «Tales Of Mystery And Imagination» (1997/1998) был выпущен в Японии. Из-за разногласий между Megarock и Dark Age группа была продана Century Media, и альбом был выпущен в марте 1998 года.
После тура по Европе в поддержку «Tales Of Mystery And Imagination» группа вернулась в студию с вновь обретенной уверенностью для создания и записи своего третьего релиза, «The Sacred Talisman» (1999). Он показал группу более зрелой и разносторонней, а также предъявил новое дополнения к ритм-секции — барабанщика Уве Лингвалля.
После гастролей в поддержку «The Sacred Talisman» группу покинул вокалист Андерс Закриссон. Но довольно быстро была найдена замена в лице местного певца и бывшего коллеги Уве по группе, Джонни Линдквиста, чей голос не был похож на голос ушедшего Андерса. Это позволило группе расширить свои горизонты как композиторов и записать «Afterlife» (2000), показавший команду с новых сторон. Поклонники и СМИ приветствовали Джонни с распростертыми объятиями и группа показала, что стала еще сильнее и сплоченнее с Джонни в качестве фронтмена.
После тура по Европе с Iron Savior Nocturnal Rites участвуют в нескольких фестивалях и одиночных концертах в Швеции. Затем группа начала работать над тем материалом, что мы знаем сейчас как «Shadowland» (2002).
Следующие релизы группы:
2004 — New World Messiah,
2005 — Grand Illusion,
2007 — The 8th Sin.

### Текущий состав
- Джонни Линдквист (Jonny Lindqvist) — вокал (2000—н.в.)
- Фредрик Маннберг (Fredrik Mannberg) — гитара (1990—н.в.)
- Пер Нильссон (Per Nilsson) — гитара (2017—н.в.)
- Нильс Эрикссон (Nils Eriksson) — бас-гитара (1990—н.в.)
- Уве Лингвалль (Owe Lingvall) — ударные (1998—н.в.)

### Бывшие музыканты
- Андерс Закриссон (Anders Zackrisson) — вокал (1993—2000)
- Микаэль Сёдерстрём (Mikael Söderström) — гитара (1992—1997)
- Нильс Норберг (Nils Norberg) — гитара (1997—2008)
- Крис Рёрланд (Chris Rörland) — гитара (2010—2012)
- Ульф Андерссон (Ulf Andersson) — ударные (1992—1998)
- Томми Эрикссон (Tommy Eriksson) — ударные (1990—1992)

### Дискография
| Название                         | Выпущен             |
| -------------------------------- | ------------------- |
| In a Time of Blood and Fire      | 1995 г.             |
| Tales of Mystery and Imagination | 1997 г.             |
| The Sacred Talisman              | 11 мая 1999 г.      |
| Afterlife                        | 13 ноября 2000 г.   |
| Shadowland                       | 27 мая 2002 г.      |
| New World Messiah                | 24 марта 2004 г.    |
| Grand Illusion                   | 19 сентября 2005 г. |
| The 8th Sin                      | 28 мая 2007 г.      |
| Phoenix                          | 29 сентября 2017 г. |